# Anisopodus batesi
Anisopodus batesi es una especie de escarabajo longicornio del género Anisopodus, tribu Acanthocinini, subfamilia Lamiinae. Fue descrita científicamente por Gilmour en 1965.

## Descripción
Mide 9,54-14 milímetros de longitud.

## Distribución
Se distribuye por Bolivia, Brasil, Ecuador, Guayana Francesa y Perú.